# Monopolistisk konkurrens
Monopolistisk konkurrens är en marknadsform. Den kallas även "märkeskonkurrens". Den uppstår då marknaden är mycket heterogen, det vill säga att kunderna har en mängd produkter, med urskiljbar identitet att välja mellan inom samma bransch. Ett vanligt exempel är kläder. Där finns ett stort antal butiker som positionerar sig gentemot olika kundgrupper, exempelvis för ungdomar, pensionärer, rika, fattiga, trendkänsliga och så vidare. Detta gör att ett visst företag kan höja sina priser utan att förlora kunder, för kunderna vill ändå ha just det företagets produkter, eftersom de stämmer överens med just den personens krav, även om det finns andra liknande företag i samma bransch. På detta sätt skiljer sig marknadsformen från perfekt konkurrens, där kunden går till ett annat företag om det tidigare företaget höjer sina priser.